# Parts (Kyburz)
Parts is een compositie van de Zwitser Hanspeter Kyburz. Parts is gecomponeerd voor een kamermuziekensemble bestaande uit:
- 1 dwarsfluit; 1 hobo, 1 klarinet; 1 sopraansaxofoon
- 2 hoorn, 2 trompetten, 2 trombones
- 3 x percussie
- 1 gitaar, 1 harp, 1 piano of celesta
- 1 1e viool; 1 2e viool, 1 altviool, 1 cello, 1 contrabas.

Kyburz maakt hij het componeren veelvuldig gebruik van algoritmische procedures. Kyburz geeft weinig informatie over zijn composities; de luisteraar moet er zelf maar wat van maken. Een gegeven vooraf is wel dat Kyburz fan is van de regisseur David Lynch.

## Compositie
Parts kan staan voor delen/gedeelten, stemmen (binnen muziek) of rollen (toneel). 

Het werk is opgebouwd uit vier delen, maar ze hebben noch titels, noch aanduidingen. De muziek van het werk hoort zonder meer bij elkaar; alleen al vanwege de klanken en ritmiek passen ze in geen ander muziekwerk. Het begin met de Chinese bellen geeft aanleiding tot een compositie met steeds weer onverwachte wendingen, stiltes, kakofonieën, verschuivingen van stemmingen; kortom alles was gedaan kan worden binnen het toch vrij beperkte arsenaal aan muziekinstrumenten. Door op de juiste manier te combineren, lijkt het of er een compleet symfonieorkest de uitvoering doet, terwijl het alleen een skelet is van een orkest.
Met bovenstaande kan een vergelijking gemaakt worden met de films van David Lynch. Het lijkt erop of de film/compositie op een foutieve manier gemonteerd is; het gevolg is dat er talloze interpretaties ontstaan van het juiste “verhaal”, terwijl Lynch en dus ook Kyburz zelf geen enkele aanwijzing of hint geven voor het juiste verhaal (als dat al bestaat). Toch is er sprake van den complete film/compositie. Naar goed gebruik is er dan ook sprake van een open eind, een stilte of wordt er nog gespeeld?

## Bron en discografie
- Uitgave Kairos 1215; Klangforum Wien; o.l.v. Peter Rundel.

1. ↑  http://muse.jhu.edu/journals/computer_music_journal/v025/25.1supper.html